# Asociația Chinologică Română
Asociația Chinologică Română (ACR) är Rumäniens nationella kennelklubb som är en av medlemsorganisationerna i den internationella kennelfederationen Fédération Cynologique Internationale (FCI). Den är de rumänska hundägarnas intresse- och riksorganisation och för nationell stambok över hundraser. Organisationen grundades 1969 men räknar sina anor till en kennelklubb som fanns före kommunisttiden och som grundades 1927.